# سد وادي السداد الثاني
سد وادي السداد الثاني أحد سدود الطائف التاريخية.

## الوصف
يقع هذا السد في وادي السداد الواقع إلى الغرب من شقصان، التي تبعد إلى الجنوب الشرقي من الطائف قرابة ستين كيلومترًا، بني في وسط وادي السداد على بعد كيلومتر واحد من السد الأول، طوله 60 مترًا، وسمكه 5.40 متر وارتفاعه ثلاثة أمتار، بناؤه جيد، وهو من النوع المتدرج على ثلاث حطات، متهدم من جهة الشمال، الجزء المتبقي منه بطول سبعة وثلاثين مترًا، وسمكه مترين اثنين، وارتفاع متر واحد. يرجع تاريخ بنائه إلى العصر الأموي.